# ناحیه فارست، شهرستان جنسی، میشیگان
ناحیه فارست (به انگلیسی: Forest Township) یک منطقهٔ مسکونی در ایالات متحده آمریکا است که در شهرستان جنسی، میشیگان واقع شده‌است.
 ناحیه فارست ۹۳٫۶ کیلومتر مربع مساحت و ۴٬۷۰۲ نفر جمعیت دارد و ۳۶۹ متر بالاتر از سطح دریا واقع شده‌است.